# ماعص
ماعص یک منطقهٔ مسکونی در سوریه است که در منطقه قطنا واقع شده‌است. ماعص ۷۱۹ نفر جمعیت دارد.